# 湄江情浪

1933年12月17日，星期日，泰國粵語片《湄江情浪》在香港公映的中文廣告。

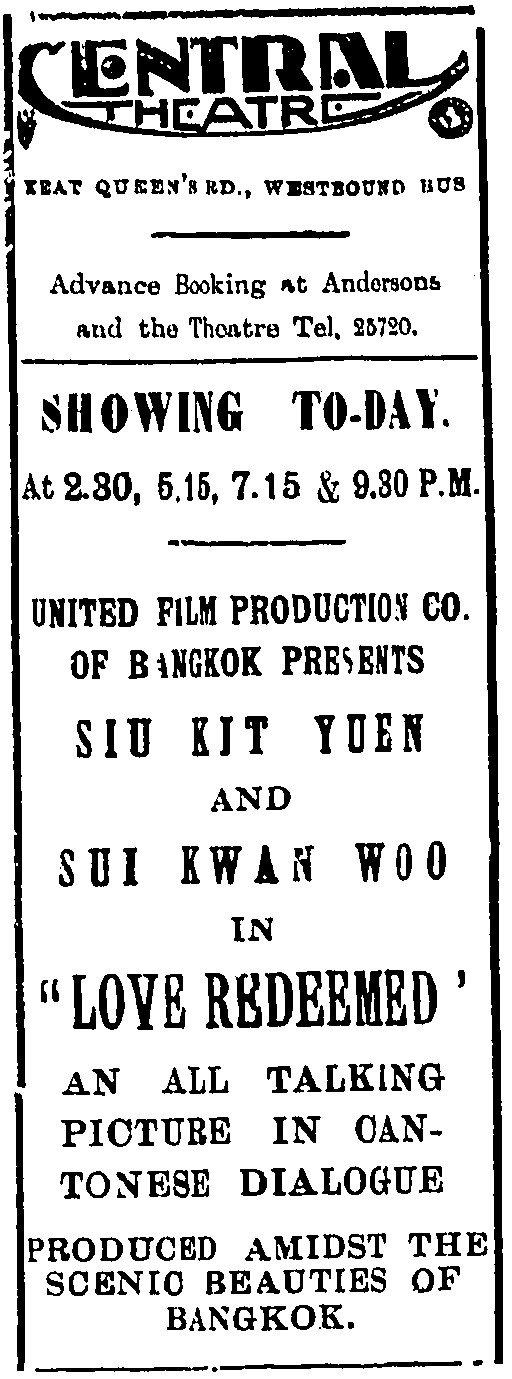
1933年12月18日，星期一，泰國粵語片《湄江情浪》（Love Redeemed）在香港放映的英文廣告。

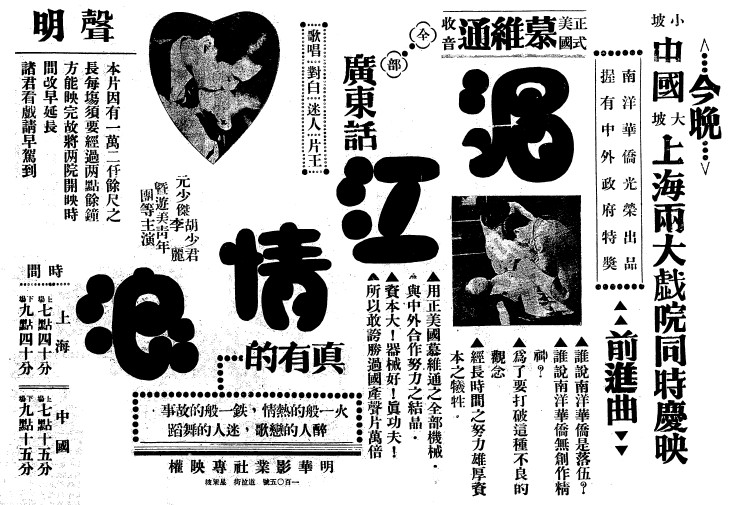
1934年12月8日，泰國粵語片《湄江情浪》在新加坡放映的廣告

湄江情浪（Romance in Mekong River）是泰國曼谷的籍貫廣東省之華僑在1933年 組成「暹羅聯合影片公司」，主理人是李昆林先生，由當時的泰國國王鄭光提供美國西電公司（Western Electric Company）的慕維通（Movietone）聲機拍攝成的粵語歌唱片，由來自美國好萊塢的導演在泰國拍攝。片長12本，放映時間約兩小時。

## 公映日期
1. 1933年10月10日（星期二），泰國首映[2]；
2. 1933年12月17日（星期日），香港首映[3]；
3. 1934年12月8日（星期六），新加坡首映[4]。
4. 1934年12月14日（星期五），檳城首映[5]。

## 演員
1. 元少傑（飾演中華民國少年張克強；在泰國時化名：李章生）；
2. 胡少君（飾演碾米廠少東陳惜花）；
3. 李麗蓮（飾演蕩女毒婦吳翠柳）；
4. 伍莉莉；
5. 林蕙芳；
6. 紫素馨；
7. 白珊瑚。

## 電影本事
中華民國少年張克強（元少傑飾演）誤娶楊花水性的淫婦吳翠柳（李麗飾演）為妻子，終難忍其勾三搭四的放蕩，棄之，淫婦遂與情夫劉貴崇誣衊其為共產黨，迫使他化名「李章生」流亡泰國，可是他一到曼谷，就被『大豐碾米廠』的米袋壓傷，因禍得福留在碾米廠工作並與少東陳惜花（胡少君飾演）相戀。及後中國共產黨發動內戰，情夫劉貴崇亦到曼谷謀生，他不知其心腸惡毒引狼入室，弄至雞犬不靈。後淫婦吳翠柳亦到曼谷，陰差陽錯下，大家得知是非曲直，他氣憤下開槍手刃淫婦吳翠柳；情夫劉貴崇亦作法自縛不得善終。兩過天清，張克強遂續弦陳惜花。

## 電影插曲
三首粵曲：
1. 《誰能遣此》；
2. 《未免有情》；
3. 《東海狼》。

## 其他海外華僑製作的電影
- 1927年默片《新客》，新加坡「南洋劉貝錦自製影片公司」；
- 1928年默片《男子的心》，馬來西亞芙蓉市「光光影片公司」；
- 1933年粵語片《歌侶情潮》，美國舊金山「美國大觀公司」；
- 1941年粵語片《金門女》，美國舊金山「美國大觀公司」。